# Laurent-sor
A Laurent-sor egy hatványsorhoz hasonló sor, aminek negatív indexű tagjai is lehetnek. Egy c középpontú, x változójú Laurent-sor alakja:
{\displaystyle f(x)=\sum _{n=-\infty }^{\infty }a_{n}(x-c)^{n}}
ahol an és c többnyire komplex számok; ekkor azonban megszokottabb a változót z-vel jelölni.
Nem minden Laurent-sor tartalmaz mindkét irányban végtelen sok tagot. Ha valamettől kezdve az összes együttható nulla, akkor azokat a tagokat nem számítják a sorhoz.
A negatív kitevős együtthatók által alkotott sor a szinguláris vagy főrész. Ha a szinguláris rész nulla, akkor a Laurent-sor hatványsor. Ha véges sok együttható nem nulla, akkor a sor Laurent-polinom. Ha a sor hatványsor és Laurent-polinom is, akkor polinom.

## Példa
Legyen {\displaystyle K\in \{\mathbb {R} ,\mathbb {C} \}}, {\displaystyle f\colon K\to K\colon x\mapsto {\begin{cases}\exp \left(-{\frac {1}{x^{2}}}\right),&x\neq 0\\0,&{\mbox{különben}}\end{cases}}}.
{\displaystyle K=\mathbb {R} }-re {\displaystyle f} akárhányszor differenciálható, {\displaystyle K=\mathbb {C} }-re viszont nem komplex differenciálható {\displaystyle x=0}-ban, ott lényeges a szingularitása.
Ha {\displaystyle -{\frac {1}{x^{2}}}}-et behelyettesítjük az exponenciális függvény hatványsorába, akkor f Laurent-sorát kapjuk 0 középponttal:
{\displaystyle f(x)=\sum _{j=0}^{\infty }(-1)^{j}{\frac {x^{-2j}}{j!}}}
Ez a sor minden  x komplex számra konvergál, kivéve a {\displaystyle x=0}-ra, ahol maguk az összeadandók sincsenek értelmezve.

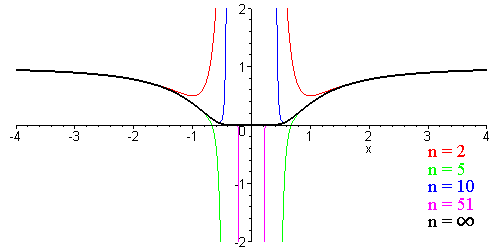
A Laurent-sor közelítése különböző -ekre

Az ábra azt mutatja, hogyan közelíti a
{\displaystyle f_{n}(x)=\sum _{j=0}^{n}(-1)^{j}{\frac {x^{-2j}}{j!}}}
sor a függvényt (az {\displaystyle n=\infty } görbe f grafikonja).

## Konvergencia
A Laurent-sorok a függvénytan fontos segédeszközei, különösen a szingularitások vizsgálatában.
A Laurent-sorok olyan függvényeket írnak le, amelyek körgyűrűn holomorfak. Speciálisan, a hatványsorok körlapon holomorf függvényeket írnak le.
Legyen {\displaystyle \sum _{n=-\infty }^{\infty }a_{n}(z-c)^{n}} z változós, c körüli Laurent sor az an komplex együtthatókkal. Ekkor egyértelműen vannak r és R számok, hogy a sor konvegrens az r sugarú körív és az R sugarú körív által határolt nyílt körgyűrűn.
Sőt, a konvergencia abszolút {\displaystyle A:=\{z:r<\vert z-c\vert <R\}}-n, és lokálisan egyenletes is minden, a körgyűrű által tartalmazott kompakt részhalmazon. Ez azt jelenti, hogy a sor mindkét része konvergens a megfelelő módon. A Laurent-sor holomorf függvényt definiál a körgyűrűn. A sor nem konvergál azokon a komplex számokon, amelyekre  {\displaystyle \{z:r>\vert z-c\vert \vee \vert z-c\vert >R\}}. Ennek az az oka, hogy a két rész valamelyike divergál. A határpontokban a konvergenciát külön kell vizsgálni. Általános érvénnyel csak azt lehet tudni, hogy a belső és a külső körön is van olyan pont, ahol a sor nem folytatható.
A két sugár, r és R nagysága lehet akár 0, de lehet végtelen is. Lehet az is, hogy a két sugár egyenlő, a konvergencia egy körvonalra korlátozódik. A sugarak a Cauchy-Hadamard-képlettel számíthatók:
{\displaystyle r=\limsup _{n\to \infty }\vert a_{-n}\vert ^{1/n}}
{\displaystyle R={\frac {1}{\limsup _{n\to \infty }\vert a_{n}\vert ^{1/n}}}}
ahol a képletekben {\displaystyle {\frac {1}{0}}=\infty } és {\displaystyle {\frac {1}{\infty }}=0}.
Megfordítva, ha van egy holomorf függvény a {\displaystyle A:=\{z:r<\vert z-c\vert <R\}} tartományon, akkor a függvény Laurent-sorba fejthető a tartomány középpontjában, és ez a sor a teljes A tartományon konvergál. Az együtthatók így határozhatók meg:
{\displaystyle a_{n}={\frac {1}{2\pi \mathrm {i} }}\oint _{\partial U_{\varrho }(c)}{\frac {f(\zeta )}{\left(\zeta -c\right)^{n+1}}}\mathrm {d} \zeta }
minden {\displaystyle n\in \mathbb {Z} }-re és egy {\displaystyle \varrho \in (r,R)}-ra, ahol is az utóbbi választása lényegtelen a Cauchy-integráltétel miatt.
Különösen érdekes a meromorf függvények és szingularitásaik esete. Ekkor a szingularitás körül sorba fejtett függvény -1 indexű együtthatója, a reziduum különös jelentőséggel bír az integrálszámításban a reziduumtétel szerint.

## Formális Laurent-sorok
Ha eltekintünk a konvergencia kérdésétől, akkor formális Laurent-sorokat kapunk. Ezekben a határozatlant általában x-szel jelölik. Ekkor a sor együtthatói egy bizonyos kommutatív gyűrűből származnak, ennek jele többnyire R. Középpontnak a gyűrű nullelemét szokás venni. A szinguláris részt minden elemnél véges sok tagra korlátozzák, mert ekkor a szorzat együtthatói konvolúcióval számíthatók. Összeadáskor a megfelelő együtthatókat összegezzük. Mindezek a műveletek megfelelnek a Laurent-sorokkal való számolásnak. Két formális Laurent-sort akkor tekintünk egyenlőnek, ha a megfelelő együtthatói egyenlőek.
Ezekkel a műveletekkel a formális Laurent-sorok gyűrűt alkotnak. Ha az alapgyűrű test, akkor ez a gyűrű integritási tartomány. Hányadosteste izomorf a test feletti Laurent-sorok gyűrűjével.